# 共同幻想
共同幻想（きょうどうげんそう）とは、複数の人間の中で共有される幻想の事。
日本の思想家である吉本隆明が用いたことで有名となった言葉である。ただ吉本は、自分の共同幻想とは、カール・マルクスの用語である上部構造と同じ意味であり、ただ手垢がついているから使いたくなかったと述べている。

## 3つの幻想領域
吉本隆明は、著書『共同幻想論』（1968年）で人間関係は、3種類に分類されると提唱した。
1. 自己幻想
個人と自我の関係。芸術などの個人的な活動がこれに当たる。他者に影響を及ぼすことはほとんどなく、無制約に自由である。
2. 対幻想（ついげんそう）
個人と他者とのプライベートな関係。家族・友人・恋人がこれに当たる。
3. 共同幻想
人間同士の公的な関係。国家・法律・企業・経済・株式・組合 などがこれに当たる。また、宗教は、個人の内面に収まる限りは自己幻想に当たるが、教団を結成し、布教を開始すれば、共同幻想に当たる。

この分類は効果的であり、日々の生活においては世界を正しく見るうえでこれらの3つの幻想領域を混乱、混同させようとしないことが大事であると吉本は主張する。これらはそれぞれ独自の法則から動くものとされていることが理由である。
例えば、吉本は心理学者のジークムント・フロイトはリビドーという対幻想性を、社会領域まで無条件に拡大して採用しようとしたところに誤りがあるとみて、批判している。
また、1人の人間もこれらの領域においてそれぞれ違う面を持つ傾向にある。例えば、内集団にいる顔と、家庭にいる顔、そして1人でいるときの顔や行動は、それぞれ違う場合が主である。外弁慶、内弁慶という言葉があるように、冷酷な独裁者や軍人が家庭内では優しいよき父親である場合があったり、逆に内集団では物静かな人物が、家庭内では暴力的な暴君として振舞うなどということは、じゅうぶんありえることなのである。
吉本隆明は、共同幻想の世界では、個人が幽霊としてしか存在できなくなると主張する。
例えば、「今は企業の危機だから、粉骨砕身働け」との企業幹部の檄は、労働力を売りに来ているに過ぎない個人としての労働者の立場と矛盾する。
岸田秀は吉本から共同幻想の考え方を引き継いで『ものぐさ精神分析』（1977年）を著し、唯幻論を提唱した。岸田の唯幻論において幻想は私的幻想と共同幻想に大別され、対幻想の考えは共同幻想に含まれることになる。

## 幻想論と疎外論
吉本は、自分の幻想論は、ドイツの思想家であるカール・マルクスの初期の自然哲学の疎外論に多大な影響を受けたと主張している。（ただし、吉本のマルクス解釈は興味深いが、かなりオリジナル性の高いものである。吉本はマルクスを幻想論者と見て、唯物論者というレッテルから救済しようとしている。吉本はレーニン的なロシア・マルクス主義者を嫌い、彼らの唯物論をタダモノ論と批判しているが、マルクス個人には世界一の思想家だと賛美を惜しんでいない）
吉本は有機体を原生的疎外と呼び、生命そのものが自然物からの疎外であり、微小ながら幻想性を有していると考えている。自然からの疎外そのものが、幻想性なのである。ちなみに疎外とは、そこから派生はするが還元されないという意味である。肉体がないと意識は生まれないが、意識は肉体には還元されない。意識は肉体から相対的に独立して存在するのである。身体を引き裂いて一度死んだ人間を、また縫合しても生き返らないのと同じである。生命は機械とは違うのである（ここは、ソビエト的な唯物論に対する批判でもある）。
意識と肉体は、炎とロウソクの関係に似ている。ロウソク（燃える物）が存在しないと炎は生まれないが、炎という燃焼現象はロウソクには還元されない。よって、いくらロウソクを調べたところで炎という燃焼現象の本質は理解されない。炎はロウソクから疎外された現象なのである。
また、ここで言う疎外とは、単純に自然哲学の概念であり、マイナスイメージは含んでいない。だから、やがて疎外を弁証法的に統一すべきであるというニュアンスもない。ただ、意識（有機物）と物質（無機物）の関係を説明するための概念である。吉本は、意識、物質どちらかにすべてを還元しようとする唯心論、唯物論を拒否し、疎外という概念を使ってそれを乗り越えようとした心身二元論者である。
疎外の概念を用いて、各幻想を定義したら、
- 個人の身体という自然基底から疎外されたものが、自己幻想（自己意識）
- 男女の肉体的な性交渉という自然基底から疎外されたものが、対幻想（性的交渉）
- 市民社会（社会的国家・マルクス的にいえば下部構造）という自然基底から疎外されたものが、共同幻想（政治的国家・マルクス的にいえば上部構造）

となる。

## 上部構造（共同幻想）と下部構造（経済体制）の相対的自立性
吉本にとって、高度な経済力や科学力を持っていた近代国家である戦前の大日本帝国が、やすやすと天皇制という、宗教性の強い古代・中世的な政治体制やイデオロギーに支配されてしまったことは大きな難問だった。吉本は、宗教・法・国家はその本質の内部において、社会の生産様式の発展史とは関係がないと主張し、政治体制は経済体制に規定されるとするロシア・マルクス主義を批判する。上部構造は下部構造から疎外されたものであり、人体を解剖してもその人の性格や思想がわからないように、いくら経済体制を分析しても、共同幻想は理解できないのである。共同幻想を分析するときは、共同幻想そのものを分析するべきであるとして、独自の上部構造論である共同幻想論を展開する。

## 共同幻想と自己幻想の逆立
吉本は、共同幻想は自己幻想に必ず逆立すると主張する。個人を守るための共同体が、個人を束縛し、弾劾するのである。個人に対する社会的ルールの強制などがそれである。逆立性が極限まで高まると、国家が戦争などで個人に死を強制し、それを殉教である、英霊であると賛美するなどという状況も起こる。
「逆立」とは吉本の造語であるが、吉本はこれに対して明確な定義を行っていない。文脈によって、対立や抑圧という意味合いであったり、単純に質的な差異があるという意味であったり、よそよそしいとか冷淡、欠如、虚偽というような意味合いもあり、多義的である。逆立が成立する過程で、共同幻想と自己幻想の関係性には段階的な変化もあるらしい。
吉本は、常に共同幻想は自己幻想に勝利すると主張している。個人がいくら努力しても変えられない巨大なマクロ的な力（時代の流れや歴史の流れ）が存在するという、ある種の諦観と解釈できるかもしれない。太平洋戦争に敗北し、革命にも挫折した吉本の個人的体験が大きく影響しているかもしれない。どんな野心的な独裁者であれ、どんな優秀な革命家であれ、世界を意のままに操ることまでは不可能なのである。
吉本にとっては、自己幻想が共同幻想を完全にコントロールするという発想そのものが、そもそもカテゴリー錯誤なのである。これらはそれぞれ別々の運動法則で動いているのだから。
逆にどれだけ共同幻想が強制させても、自己幻想を完全にコントロールできる力は存在しないのである。
個人の心の中には、自然法則も超越する絶対的自由がある。他人に話せば、妄想と笑うかもしれないが、詩や芸術がそうである。

## 基本文献
- 「共同幻想論」
- 「カール・マルクス」
- 「心的現象論序説」

### 類似語
- フォリ・ア・ドゥ（感応精神病）
- マンデラ効果
- 集団催眠、集団暗示
- 情動感染
- ヒステリー感染
- 集団ヒステリー

### その他
- マーヤー